# Round&Round&Round
《Round&Round&Round》是TECHNOBOYS PULCRAFT GREEN-FUND feat. Bonjour鈴木的日本單曲。2017年8月9日由Lantis發行。

## 解說
《Round&Round&Round》是電子流行音樂組合TECHNOBOYS PULCRAFT GREEN-FUND與女性創作歌手Bounjour鈴木聯手以「TECHNOBOYS PULCRAFT GREEN-FUND feat. Bonjour鈴木」的名義發行的單曲。
同名標題曲「Round&Round&Round」是2017年7月在東京電視網首播的電視動畫《咕嚕咕嚕魔法陣》（2017年版）選作前期片尾主題曲使用的歌曲。並與Bonjour鈴木的個人最佳專輯《The Best of Bonjour Suzuki》都在同一天發售。
TECHNOBOYS PULCRAFT GREEN-FUND的成員松井洋平他說，該歌曲是用「從製作人那裏表示如果我們和Bonjour小姐一起合作的話，那麼這個主意那就很有趣了（中略）。然後令人激動般表現的共同性與法式抽動表現的異質感和我們組合的話會產生什麼樣的表現呢？最重要的是，我們想把這些用在《咕嚕咕嚕魔法陣》這部作品可愛的地方與Bonjour小姐的聲音上」的想法作為請Bounjour鈴木擔任主唱的動機。
至於B面歌曲「夏天與貓的十四行詩」是以「夏天」、「貓」以及「SF」作為創作的動機所編成的敘事曲，主唱由同時有參演該作動畫的聲優井澤詩織擔任。

## 收錄歌曲
| CD單曲   | CD單曲                                 | CD單曲 |
| 曲序     | 曲目                                   | 时长   |
| -------- | -------------------------------------- | ------ |
| 1.       | Round&Round&Round（feat. Bonjour鈴木） | 4:13   |
| 2.       | 夏天與貓的十四行詩（feat. 井澤詩織）   | 4:57   |
| 3.       | Round&Round&Round（Instrumental）      | 4:12   |
| 4.       | 夏天與貓的十四行詩（Instrumental）     | 4:54   |
| 总时长： | 总时长：                               | 18:16  |

## 相關項目
- 咕嚕咕嚕魔法陣的音樂作品（日语：魔法陣グルグルのディスコグラフィ）

## 外部連結
- Lantis官方網站的歌曲介紹頁面（页面存档备份，存于） （日語）
- TECHNOBOYS PULCRAFT GREEN-FUND（页面存档备份，存于）官方網站 （日語）
- Bonjour鈴木（页面存档备份，存于）官方網站 （日語）